# Shut Up 'n Play Yer Guitar
Shut Up 'n Play Yer Guitar е троен винил със записи на живо от концерти на Франк Запа е периода февруари 1976 – декември 1980 г. Включена е и песента Canard du Jour, която е дует на Запа на електрическо бузуки и Жан-Люк Понти на виолина, записано през 1973 г.
Албумът е издаден през 1981 г., а през 1986 г. е издаден и като двоен компакт диск от Rykodisc (също така е пре-издаден и през 1995 г.). Албумът съдържа само инструментални парчета и много китарни сола, оттук идва и заглавието. Въпреки това има кратки коментари между някои от парчетата, повечето от които се появяват или са замислени за албумът Lather. Трябва да се отбележи, че заглавното парче е всъщност преработка на солото от песента Inca Roads, която е включена в One Size Fits All.

### Диск 1 (Shut Up 'n Play Yer Guitar)
1. five-five-FIVE – 2:35
2. Hog Heaven – 2:46
3. Shut Up 'n Play Yer Guitar – 5:35
4. While You Were Out – 6:09
5. Treacherous Cretins – 5:29
6. Heavy Duty Judy – 4:39
7. Soup 'n Old Clothes – 3:02

### Диск 2 (Shut Up 'n Play Yer Guitar Some More)
1. Variations on the Carlos Santana Secret Chord Progression – 3:56
2. Gee, I Like Your Pants – 2:32
3. Canarsie – 6:06
4. Ship Ahoy – 5:26
5. The Deathless Horsie – 6:18
6. Shut Up 'n Play Yer Guitar Some More – 6:52
7. Pink Napkins – 4:41

### Диск 3 (Return of the Son of Shut Up 'n Play Yer Guitar)
1. Beat It With Your Fist – 1:39
2. Return of the Son of Shut Up 'n Play Yer Guitar – 8:45
3. Pinocchio's Furniture – 2:04
4. Why Johnny Can't Read – 4:04
5. Stucco Homes – 8:56
6. Canard Du Jour – 10:12

## Съсътав
- Франк Запа – продуцент, композитор, диригент, клавишни, вокал, основен изпълнител, бузуки, китара
- Стив Вай – китара, ритъм китара
- Жан-Люк Понти – клавишни, виолина
- Томи Марс – клавишни, вокали
- Патрик О'хърн – бас
- Дени Уели – китара, ритъм китара
- Рей Уайт – китара, ритъм китара
- Боб Харис – клавишни
- Питър Улф – клавишни
- Андрю Люис – клавишни
- Еди Джобсън – клавишни, вокали, виолина
- Ед Ман – перкуси
- Айк Уилис – китара, ритъм китара
- Артър Бавоу – бас
- Тери Бозио – барабни
- Вини Колаута – барабани, перкуси
- Уорън Кукуруло – китара, ритъм китара, електрически ситар
- Рой Естрада – вокали, бас